# Maria Borysewicz-Lewicka
Maria Emilia Borysewicz-Lewicka – polska stomatolog, dr hab. nauk medycznych, profesor i kierownik Katedry Stomatologii Dziecięcej Wydziału Medycznego Uniwersytetu Medycznego im. Karola Marcinkowskiego w Poznaniu.

## Życiorys
W 1973 ukończyła studia stomatologiczne w Akademii Medycznej im. Karola Marcinkowskiego w Poznaniu, 12 grudnia 1979 obroniła pracę doktorską Wpływ wysokich stężeń związków fluoru na przyzębie i higienę jamy ustnej u osobników dorosłych, 12 grudnia 1990  habilitowała się na podstawie pracy zatytułowanej Badania nad wpływem fluoru na mineralizację we wczesnych stadiach tworzenia kamienia nazębnego. 22 listopada 1999 nadano jej tytuł profesora w zakresie nauk medycznych.
Została zatrudniona na stanowisku profesora zwyczajnego w Katedrze Stomatologii Dziecięcej na II Wydziale Lekarskim Uniwersytetu Medycznego im. Karola Marcinkowskiego w Poznaniu.
Piastuje stanowisko profesora i kierownika w Katedrze Stomatologii Dziecięcej na Wydziale Medycznym Uniwersytetu Medycznego im. Karola Marcinkowskiego w Poznaniu.
Była wiceprezydentem Polskiego Towarzystwa Stomatologicznego, oraz członkiem Komisji ds. Stopni i Tytułów; Sekcja IV - Nauk Medycznych Centralnej Komisji do Spraw Stopni i Tytułów.